# Yi (Huangshan)
Yi (en chino, 黟; pinyin, Yī) es un condado  bajo la administración directa de la Prefectura Huangshan en la Provincia de Anhui, República Popular China.  Su área es de 857 km² y su población total para 2018 superó los 80 mil habitantes. 

## Administración
Desde julio de 2020, el  Condado Yi se divide en 8 pueblos que se administran en 5 poblados y 3  villas.